# 江東区立有明西学園
江東区立有明西学園（こうとうくりつ ありあけにしがくえん）（Ariake Nishi Gakuen, Koto-ku, Tokyo）は、東京都江東区有明1丁目にある公立の義務教育学校。略称は有西（ありにし）。

## 概要
本校は、江東区初の義務教育学校として、2018年（平成30年）度に開校しました。通称「有西」。新規開校扱いではありますが、実質は江東区立有明小学校の児童数増加による分離です。
江東区立有明西学園は、東京都江東区有明1丁目にある公立の義務教育学校です。2018年4月1日に開校し、江東区初の義務教育学校として設立されました。学校の校訓は「力いっぱい」～Do my best!～で、教育目標として「優しい人」「学び深める人」「挑戦する人」を掲げています。
学校は前期課程（1年生から6年生）と後期課程（7年生から9年生）に分かれており、2024年5月1日時点で前期課程には1294名、後期課程には317名の生徒が在籍しています。
有明西学園は、ウッドデザイン賞「農林水産大臣賞」やグッドデザイン賞など、複数の賞を受賞しており、木材利用優良施設コンクール「内閣総理大臣賞」も受賞しています。

## 開校記念日
11月24日を「いいにしの日」開校記念日としています。

## 学校におけるテーマ
〜「ありがとう」「にこにこ」「しあわせ」〜がテーマとなっています。

## 沿革
- 2018年（平成30年）
  - 4月1日 - 開校。
  - 同年度 - ウッドデザイン賞「農林水産大臣賞」受賞。
- 2019年（令和元年）度 - グッドデザイン賞受賞[3]。同年度、木材利用優良施設コンクール「内閣総理大臣賞」受賞。

## 教育目標
- ○優しい人
- ○学び深める人
- ○挑戦する人

### キャッチコピー
【キャッチフレーズ】
　「未来を創るAri-nishiの子
ともに育てるAri-nishi Family
大切にしよう五つの輪」

### キャッチコピー説明
有明西学園のこどもたちは、日本や世界の次代を担う宝です。そして、その宝であるこどもたちは、こどもたちに関わるすべての大人たち（Ari-nishi Family）が、心を一つにして、ともに育てていくことが必要です。そのためには、有明西学園の人の輪（こどもの輪、教職員の輪、保護者の輪、地域・社会の輪という４つの輪）、そして、その４つの人の輪を結ぶ有明西学園という大きな輪が、時に大きく広がりながら、またある時は小さく近寄りながらも、決してその輪が途切れることなく、つながっていなければなりません。
東京2020大会の競技会場を数多く有したこの有明の地に開校する有明西学園では、この五つの輪を、大切にしていきます。
（公式ホームページより抜粋）

## 在籍者数
2024年（令和6年）4月10日時点
- 前期課程

| 学年 | 1年 | 2年 | 3年 | 4年 | 5年 | 6年 | 特別支援 | 合計 |
| ---- | --- | --- | --- | --- | --- | --- | -------- | ---- |
| 学級 | 4   | 5   | 5   | 6   | 5   | 5   | 無し     | 30   |
| 児童 | 127 | 160 | 175 | 186 | 178 | 185 | 無し     | 1294 |

- 後期課程

| 学年 | 7年 | 8年 | 9年 | 特別支援 | 合計 |
| ---- | --- | --- | --- | -------- | ---- |
| 学級 | 3   | 3   | 3   | 無し     | 9    |
| 生徒 | 110 | 102 | 105 | 無し     | 317  |

## 学区

### 前期課程
出典
- 有明1丁目（3番(環二通り以西の区域に限る）、4番～8番、13番）
- 有明2丁目（2番、3番）
- 有明3丁目（全域）
- 有明4丁目（全域）
- 青海1丁目（全域）
- 青海2丁目（全域）
- 青海3丁目（全域）
- 青海4丁目（全域）

### 後期課程
- 前期課程の通学区域（全域）
- 豊洲5丁目（1番13号）
- 豊洲6丁目（全域）

出典

## 獲得賞一覧
環境大臣賞（第18回屋上・壁面緑化技術コンクール）
グッドデザイン賞（2019年度）
内閣総理大臣賞（平成30年度木材利用優良施設コンクール）
農林水産大臣賞（ウッドデザイン賞2018）
日本サインデザイン賞（第52回銀賞）
東京都教職員表彰（令和5年度）
文部科学省優秀教員表彰（令和6年度）

## 歴代校長・副校長

### 歴代校長
本多健一朗 - 初代校長
福田克彦 - 前校長
井熊豪 - 現校長

### 歴代副校長（公開分のみ）
井熊豪 - 現在の校長（令和6年4月1日就任前は副校長）

### 歴代校長・副校長表
| 就任日       | 役職   | 氏名       |  |
| ------------ | ------ | ---------- |  |
| 2018年4月1日 | 校長   | 本多健一朗 |  |
| 2018年4月1日 | 副校長 | 井熊豪     |  |
| 2018年4月1日 | 副校長 | 石神風神   |  |
| 2019年4月1日 | 校長   | 本多健一朗 |  |
| 2019年4月1日 | 副校長 | 井熊豪     |  |
| 2019年4月1日 | 副校長 | 石神風神   |  |
| 2020年4月1日 | 校長   | 本多健一朗 |  |
| 2020年4月1日 | 副校長 | 井熊豪     |  |
| 2020年4月1日 | 副校長 | 石神風神   |  |
| 2020年4月1日 | 副校長 | 福田克彦   |  |
| 2021年4月1日 | 校長   | 福田克彦   |  |
| 2021年4月1日 | 副校長 | 井熊豪     |  |
| 2021年4月1日 | 副校長 | 石神風神   |  |
| 2022年4月1日 | 校長   | 福田克彦   |  |
| 2022年4月1日 | 副校長 | 井熊豪     |  |
| 2022年4月1日 | 副校長 | 石神風神   |  |
| 2023年4月1日 | 校長   | 井熊豪     |  |
| 2023年4月1日 | 副校長 | 石神風神   |  |
| 2023年4月1日 | 校長   | 井熊豪     |  |
| 2023年4月1日 | 副校長 | 石神風神   |  |

## 校長挨拶
私は令和6年4月1日に校長を拝命いたしました、校長でございます。３月まで本学園において副校長をしておりました。４年間の在職中、有明西学園の児童生徒や先生方の「力いっぱい」をたくさん見てまいりました。初代校長　本多　健一朗 教育長、前校長　福田　克彦 先生の経営を引き継ぎ、更なる「力いっぱい」の有明西学園にしていきたいと考えております。
さて、令和６年度は新入生１２２名、新７年生１０６名を迎え、全児童生徒１３００名　前期課程３０学級、後期課程９学級、合計３９学級でスタートしました。
進級した２～６，８，９年生のこどもたちからは、新年度に向けた高い意欲を感じられました。また、4月8日に入学式を迎えた1年生のこどもたちは緊張しながらも、一つ一つのことに目を輝かせている様子でした。そして、翌日には後期課程認証式が行われ、進級・転入した7年生は、生徒達が新しい標準服を身にまとい、後期課程生徒としての堂々とした様子を見せてくれました。
本学園においては昨年施行されたこども基本法に基づき、こどもの思いを生かした教育活動を推進してまいりましたが、今年度はさらに多くの場で「みんな　かがやく！」機会を創り、こどもまんなか学校にしていきたいと思います。教職員と共にDo my bestで学校経営に取り組んでまいります。
さて、今年度の本学園のテーマを「We are !」としました。開校当初からここまでAri-nishi Familyで創りあげてきた「本学園の今」を表現する言葉を「ARI-NISHI！」と捉えたいと思います。「We are ARI-NISHI！」を合い言葉に、すべての人が有明西学園に関わる一人であることを意識し、仲間を大切にしながらよりよい未来を創ろうと考え、行動することができれば、さらによい学園になっていくと考えます。こどもの輪、教職員の輪、保護者の輪、地域・社会の輪、それを取り囲む有明西学園の輪・・・これらが決して切れることなく、強固なものをとなるよう、ぜひ、ご理解、ご協力をお願いいたします。
こどもたちにも「We are　〇年生」や、「We　are 〇〇部」と、自分の属する集団（チーム）を意識し自分とその仲間のよりよい未来を創っていけるように意識をさせていきたいと思います。　
令和６年度も本学園の教育活動へのご理解とご協力をどうぞよろしくお願いいたします。　　
（公式ホームページより抜粋）

## 対外関係

### 他校との協定
初等学校・中学校間交流協定
2020年5月1日時点、42ヶ国・地域の144大学・機関と大学間協定校を結んでいる。
- アジア
  -  日本
    - 確認できず

  -  インド
    - なし

  -  インドネシア
    - なし

  -  韓国
    - なし

  -  タイ
    - なし

  -  台湾
    - なし

  -  中国
    - 卒業生があったと発言しているものの公式に公表された記録がないため真偽は不明

  -  トルコ
    - なし

  -  バングラデシュ
    - なし

  -  フィリピン
    - なし

  -  ベトナム
    - なし

  -  マレーシア
    - なし

  -  ミャンマー
    - なし

  -  モンゴル
    - なし
- アフリカ
  -  エジプト
    - なし

  -  ケニア
    - なし
- オセアニア
  -  オーストラリア
    - なし

  -  ニュージーランド
    - なし

- 北アメリカ
  -  アメリカ合衆国
    - 現在はないが現地校との提携を検討中

  -  カナダ
    - あるが公開されておらず不明

  -  メキシコ
    - なし
- 南アメリカ
  -  コロンビア
    - なし

  -  ニカラグア
    - なし

  -  パラグアイ
    - なし

  -  ブラジル
    - なし
- ヨーロッパ
  -  イギリス
    - なし

  -  イタリア
    - なし

  -  オランダ
    - なし

  -  キルギス
    - なし

  -  スイス
    - なし

  -  スペイン
    - なし

  -  スロベニア
    - なし

  -  チェコ
    - なし

  -  ドイツ
    - なし

  -  ハンガリー
    - なし

  -  フィンランド
    - なし

  -  フランス
    - なし

  -  ベルギー
    - なし

  -  ポーランド
    - なし

  -  ポルトガル
    - なし

  -  マルタ
    - なし

  - その他
    - 江東区
    - 東京都

部局間交流協定
2024年5月1日時点、0大学2部局0高校1中学校と部局間交流協定を締結している。
- 江東区
東京都の区部東部に位置する特別区。

### 大学以外との協力関係
なし

### 姉妹都市・友好都市
- 岩手県平泉町
- カナダブリティッシュコロンビア州サレー市

## 交通アクセス
- ゆりかもめ臨海線有明テニスの森駅（出口2）から、徒歩約520m・約8分。
- 東京臨海高速鉄道りんかい線国際展示場駅（出口3）から、徒歩約1.2km強・約20分（首都高を跨ぐ横断橋と有明コロシアム敷地内を通った最短ルート移動した場合）。
- 都営バス「海01」（門前仲町駅 - 東京テレポート線）・「都05-2」（東京駅丸の内南口 - 東京ビッグサイト線）・「東16」（東京駅八重洲口 - 東京ビッグサイト線）の各系統で、「有明一丁目」バス停下車後、徒歩約285m・約5分。

## イベント名
運動会"Arinishi Sports Day"
文化祭"Aeinishi Festival"

## 周辺
- 東京都道484号豊洲有明線
- 江東湾岸サテライトスマートナーサリースクール（保育園）
- ひまわりキッズガーデン有明の森保育園
- スモールワールズTOKYO
- 有明テニスの森公園
- 有明コロシアム
- 有明アーバンスポーツパーク
- 虹の下水道館
- 首都高湾岸線
  - 首都高湾岸線を利用する場合は、台場出入口を利用する。